# マリリン・モンローの白いドレス
マリリン・モンローの白いドレス（マリリン・モンローのしろいドレス）では、1955年の映画『七年目の浮気』の最も有名なシーンに登場する、モンローがまとった白いドレスについて記述する。
衣裳デザイナーのウィリアム・トラヴィーラがデザインしたこの衣裳はそれ自体が映画史のアイコンとみなされており、風を吹き上げる地下鉄の通気口の上でこのドレスのスカートをはためかせるモンローの姿は20世紀を象徴するとも称される。

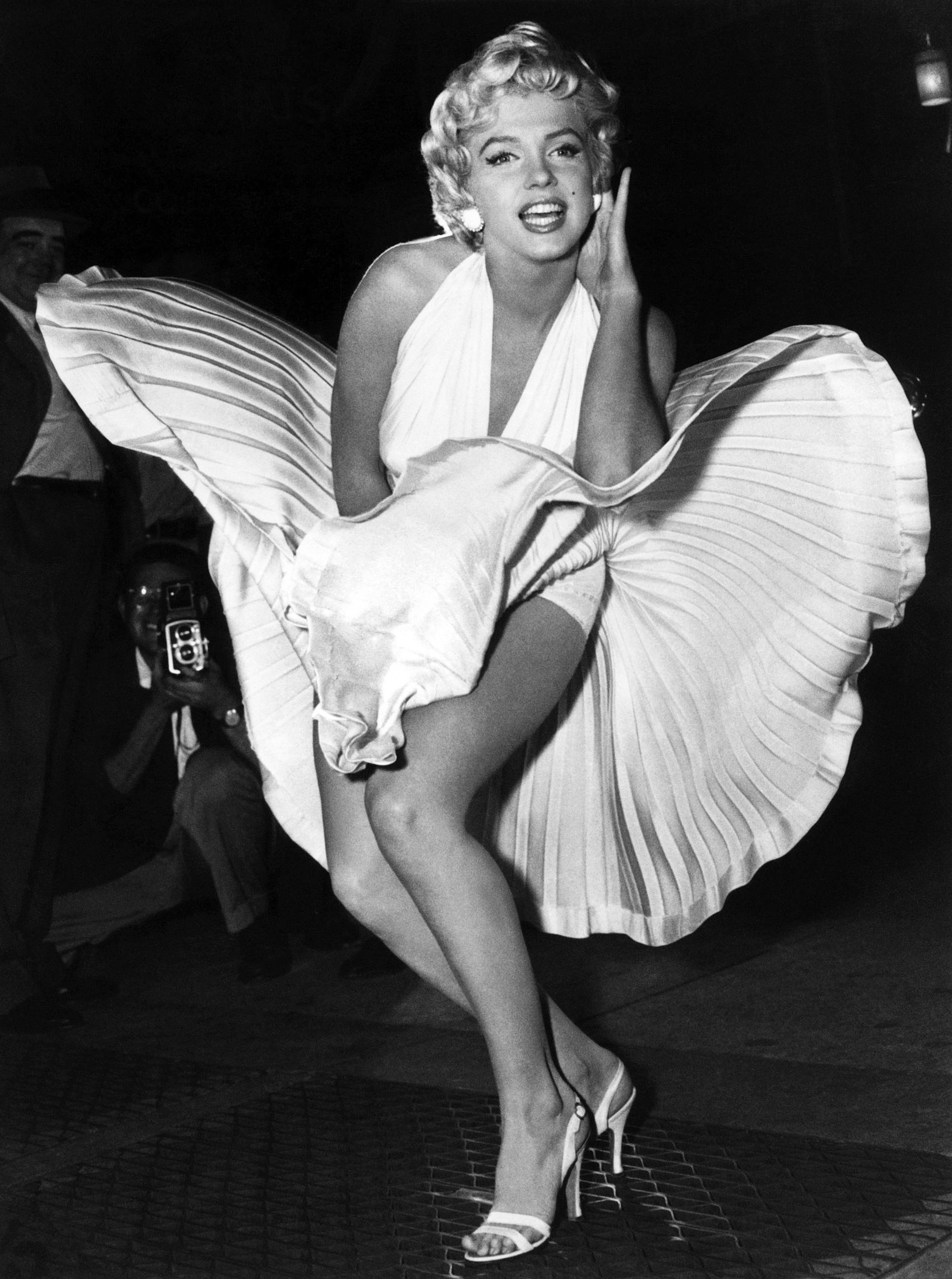
スカートをはためかせる姿。

## 背景と歴史
衣裳デザイナーであったウィリアム・トラヴィーラはマリリン・モンローの仕事を始めた頃すでに1948年の映画『ドン・ファンの冒険』でその仕事を認められオスカーを受賞していた。1952年に『ノックは無用』でモンローの衣裳を手がけるようになるのだが、まだこの時点では20世紀フォックスに幾らでもいる衣裳デザイナーの一人でしかなかった。その後トラヴィーラは8本の映画でこの女優の衣裳をデザインし、彼の告白を信じるならば、二人は短い不倫関係を持つまでになった（1955年にマリリン･モンローが着た白いカクテルドレスのデザインに取り組んでいる間、トラヴィーラの妻ドナ・ドレイクは旅行中だった）。そしてこの当時から今日にいたるまでドレスは彼の最も有名な作品のままである。しかしデイル・マカナシーとダイアナ・ヴリーランドの共著『ハリウッド・コスチューム』によれば、実はトラヴィーラはこのドレスをデザインしたわけではなく既製品を購入しただけである（本人はこの主張をことあるごとに否定している）。
映画の中で白いドレスが登場するのは、当時マンハッタンのレキシントン通り586番地にあったトランス・ラックス52丁目劇場からモンローと共演者のトム・イーウェルが出てくる場面である。二人は1954年のホラー映画『大アマゾンの半魚人』を見終わったばかりだった。歩道の格子窓の下から地下鉄が通過する音が聞こえ、モンロー扮するヒロインは鉄格子まで足をのばしてこう言う。「あら、地下鉄から風が吹いているのね？」(Ooo, do you feel the breeze from the subway? )。そのとき風がドレスを巻き上げ、彼女の足が露わになるのだ。もともとこのシーンは1954年9月15日の午前1時にトランス・ラックス劇場の外で撮影が行われる予定だった。しかし女優とカメラマンとが揃ったことで大勢のファンたちの好奇心をくすぐってしまい、監督のビリー・ワイルダーは20世紀フォックスのセットでの撮影を余儀なくされたのである。この通気口での演出は1901年の短編映画『ニューヨーク23番通りで何が起こったか』によく似た場面があることからしばしばこれと比較されるが、いまなお20世紀全体を見渡しても最も象徴的なシーンの一つであると評されている。
1962年にモンローが亡くなった後、トラヴィーラはこのドレスをはじめとして長年にわたり彼女のためにつくりあげてきた何枚もの衣裳を門外不出にしてしまった。そのため久しく「失われたコレクション」とまで言われてきたが、1990年に彼が死んだことで、同業者でつきあいのあったビル・サリスの手によってようやくこれらの衣裳が日の目を見ることになった。そしてこのドレスはデビー・レイノルズによるハリウッド・グッズの私蔵コレクションの一つとしてハリウッド映画博物館におさめられた。オプラ・ウィンフリーのインタビューに答えてドレスの話をしたレイノルズはこう語っている。「〔あのドレスは〕淡褐色です。ご存じでしょうが今ではとてもとても古いものですから」。日本の番組である「開運!なんでも鑑定団」で鑑定され、評価額2億円が付けられたこともあった。しかし彼女は2011年に全コレクションをオークションにかけると発表し、売却は徐々に行う予定で、第一弾を2011年6月18日に開催するとコメントを出した。オークションを前に設定された予想価格は100万ドルから200万ドルの間だったが、実際には560万ドル（460万ドルにプラスしてコミッションの100万ドル）を上回る額で落札された。

## デザイン
このドレスは明るいアイボリーのカクテルドレスで、1950年代から60年代にかけて流行したスタイルのものであった。ホルターネックの要素もあるボディスは、胸元を開くプランジングネックで軽くプリーツの入った布を首の後ろで結ぶデザインであり、着る者の腕や肩、背中をはだけるようになっている。胸のすぐ下にはベルトがついている。ドレスはそこから自然なウエストラインをつくりぴたりと身体にはりつく。柔らかく細い共布ベルトは胴に巻かれて正面で十字を切り、左腰のところで小さくシンプルな蝶結びにされる。ベルトの下は軽くプリーツの入ったスカートで、ふくらはぎか膝丈まである。ボディスの背中側にはファスナーが、ホルター部分の後ろには小さなボタンがついている。

## 影響
映画が撮影された当時の夫、ジョー・ディマジオはこのドレスを「憎んでいた」と伝えられているが、この衣裳は死後のモンロー人気の要因の一つであり、彼女が亡くなってから、この女優をまね、再現し、伝えようとする時にほぼ必ずといってよいほどこの白いドレスをまとった彼女のイメージが現れてきた。21世紀に入ってからでさえ映画作品のなかに例を探せば、『シュレック2』(2004年）のフィオナ、『俺たちフィギュアスケーター』（2007年）のエイミー・ポーラー、『キューティ・バニー』（2008年）のアンナ・ファリスなどがいる。1984年の映画『ウーマン・イン・レッド』でケリー・ルブロックもこのシーンを、ただし赤いドレスを着て再現した。アンナ・ニコル・スミスも何度も同じようなドレスを着て、通気口の場面をパロディしている。
マテル社の製造したバービー人形にはマリリン・モンローの白いドレスを着たヴァージョンがあり、ソマリアの郵便切手にも彼女のドレス姿をみることができる。
ファッションに関するウェブサイト「 Glamour.com 」はこのドレスを歴史上最も有名なドレスの一つに数えているほか、「 Cancer Research UK 」の行った同様の調査では、伝説的な有名人の訴えかけるファッション（ファッション・モーメント）のオールタイム・ベストとして支持された。
2011年7月、スワード・ジョンソンが手がけたおよそ8メートルのモンロー像、『フォーエバー・マリリン』がシカゴのマグニフィセント・マイル沿いにあるパイオニア・コートで公開された。『七年目の浮気』のドレスとポーズをとったこの巨像は、翌年の春までという予定を終え、その後カリフォルニア州パームスプリングスに移設されている。